# 빌의 목록
빌의 목록(Beall's List)은 제프리 빌이 만든 약탈적 출판사와 약탈적 학술지의 목록이다. 제프리 빌이 2008년에 만든 빌의 목록은 개인적으로 만든 약탈적 출판사와 학술지의 목록으로 2010년쯤에는 틀이 잡혔다. 2011년에는 18개 출판사, 2013년 225개, 2015년에는 693개, 2016년 923개의 출판사를 나열하였다.

## 법적 위협
빌은 2013년 캐나다 과학 교육 센터(Canadian Center for Science and Education)가 약탈적 출판사로 지목된 것은 명예훼손이라는 편지를 받았고 목록에서 출판사 이름을 삭제하지 않으면 소송에 들어가겠다는 내용이 포함되어 있었다. 또한 부실한 동료평가(low-quality peer reviews)라는 이유로 선정된 스위스의 출판사인 프론티어 미디어(Frontiers Media)는 약탈적 출판사로 지적된 것에 분노를 표하였다. 이에 대해 많은 연구원과 과학자들이 프론티어 미디어를 비난했고 존스홉킨스 대학교의 에이즈 전문가 케네스 윗워(Kenneth W. Witwer) 교수는 프론티어의 저널인 프론티어 인 퍼블릭 헬스(Frontiers in Public Health)가 인간면역결핍 바이러스가 에이즈를 일으킨다는 통설을 문제 삼아 논문 재검토를 거부하기도 했었다고 밝혔다.
같은 해 인도의 오믹스로부터도 비슷한 위협을 받았다. 정보기술법(Information Technology Act 2000)의 조항 66A에 따라 손해 배상액으로 10억 달러를 책정했다. 하지만 이 66A 조항은 위헌 판결이 났다. .

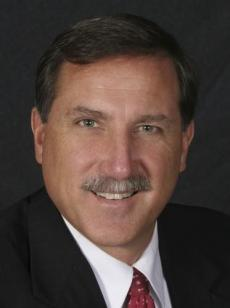
다니엘 보그든 검사

2016년 미국 연방거래위원회와 다니엘 보그든 연방 검사는 OMICS International의 CEO인 게델라(Srinubabu Gedela)를 사기혐의로 네바다 지방 법원에 제소했다. .
빌은 이 결과에 만족했으며 OMICS International은 약탈적 출판사 중 처음으로 고소된 곳이었다. 고소장에서 OMICS International은 APC가 수천달러임을 속이고 있었며 출판 방법론에 대해서도 밝히지 않았다고 언급했다. 2017년 네바다 지방법원은 OMICS International 영업중지 가처분을 내렸다.

### 폐쇄
소셜 미디어에서는 빌의 목록이 삭제된 것을 감지했다. 처음에는 학술출판사인 Cabell's International에서 분석을 하기 위한 것으로 추정되었으나 빌이 여러 위협에 시달렸음이 이후 알려졌다.
콜로라도 대학은 이를 빌의 개인적인 결정이라고 주장했으나 이후 빌은 학교의 압력이 있었다고 밝혔다.
닫힌 이후에도 유사한 목록은 계속 만들어지고 있다. CSIR-Structural Engineering Research Centre와 Stop Predatory Journals 등이 그러하다.
Cabell's International은 블랙리스트와 화이트리스트를 모두 제공중이다. .

## 약탈적 출판사 판정 기준
빌은 약탈적 출판사를 판정하기 위해 다양한 기준을 마련했다.
- 학술지는 여럿이지만 편집위원회는 동일하다.
- 국제라는 이름을 달고있지만 편집위원회 멤버에 지리적 다양성이 없다.
- 논문을 보존할 학술기관 리포지터리를 가지고 있지 않다. 즉 출판사 폐업과 동시에 모든 내용이 사라진다.
- PDF에 복제금지가 걸려있어 표절검사를 하기 어렵다.
- 학술지 이름과 학술지의 취지가 다르다.
- 색인에 걸려있지 않은데도 걸려있다고 주장한다.

## 비판
존 보해논(John Bohannon)의 논문 en:Who 's Afraid of Peer Review?에서는 빌의 목록 중 18%는 약탈적 학술지가 아니었다고 밝혔다. 다시말하면 빌의 목록이 꼭 정확하다고 할 수는 없다. 필 데이비스(Phil Davis)도 유사한 비판을 했다. 빌의 목록에서 잠재적으로 포함한 학술지들 중 일부가 그렇게 피해를 보았다.
조셉 에스포지토(Joseph Esposito)는 빌의 OA 학술지 지지자들에 대한 광범위한 공격이 도를 지나쳤다고 The Scholarly Kitchen에서 비판했다. .
뉴욕 시립 대학교의 사서인 모니카 베르거(Monica Berger)는 개도국의 OA학술지에 대해 빌의 견해가 편향되어 있었다고 비판했다. 하지만 또 베르거는 빌의 목록이 약탈적 학술지를 밝혀내는 좋은 출발점이었다고 장점을 언급했다. 또 블랙리스트 못지않게 화이트리스트를 잘 만드는 것 역시 중요하다는 의견을 내었다.
유타 대학교의 릭 앤더슨(Rick Anderson)은 약탈적이라는 말을 비판했다. 그는 약탈적 출판(predatory publishing)대신 위장 출판(deceptive publishing)이라는 용어를 제안했다.

## 같이 보기
- 오픈 액세스
- 제프리 빌
- 약탈적 출판